# Luzoniana philippina
Luzoniana philippina är en insektsart som först beskrevs av Metcalf 1953.  Luzoniana philippina ingår i släktet Luzoniana och familjen dvärgstritar. Inga underarter finns listade i Catalogue of Life.